# Al-Bu Nasir
A Al-Bu Nasir (البو ناصر) é uma das várias tribos árabes do Iraque. É um agrupamento tribal de árabes sunitas que compreende cerca de 25.000 pessoas que habitam principalmente a cidade de Ticrite e os arredores do norte da região central do Iraque. Embora não muito numerosos, a Al-Bu Nasir ainda assim obteve uma reputação de ser um "povo muito difícil, ardilosos e secretos, cuja necessidade levou a maioria deles a perverter os beduínos, com qualidades lendárias de serem guerreiros e destemidos".  Como muitas tribos do Iraque, eles seguem o fiqh Hanafi e traçam sua origem à península arábica, além de manterem laços cordiais com outros clãs e tribos relacionadas.
A tribo ganhou destaque na década de 1960, quando um dos seus membros, Ahmed Hassan al-Bakr, tomou o poder no Iraque. O sucessor de Bakr, Saddam Hussein, também era um membro da Al-Bu Nasir e a tribo tornou-se um elemento crucial de seu domínio no poder de 1979 a 2003. Saddam se apoiou na tribo para preencher os altos escalões do seu governo e em particular para gerenciar o seu aparato de segurança, nomeadamente o Serviço de Inteligência e a Guarda Republicana Especial  A maioria dos postos-chave no governo iraquiano foram detidos por integrantes do grupo do clã Beijat e da ampla família Majid ao qual Saddam pertencia, alguns elementos do aparato do regime de segurança, tais como os guarda-costas de Saddam, foram recrutados exclusivamente da al-Bu Nasir.
A dimensão relativamente modesta da tribo era, no entanto, um obstáculo à capacidade de Saddam para "tribalizar" inteiramente as instituições do governo iraquiano. Ele recrutou dezenas de milhares de partidários, a quem pôs em posições de comando no Exército iraquiano, a partir de uma das várias outras tribos aliadas à Al-Bu Nasir. A rede de alianças tribais, centradas na Al-Bu Nasir e vinculados a eles através de pagamento e clientelismo, foram a espinha dorsal do regime de Saddam.
O poder da Al-Bu Nasir e seus aliados tribais atingiu o seu apogeu na década de 1990, quando o regime de Saddam estava sob grande tensão contra os efeitos das sanções internacionais. Os chefes tribais receberam patrocínio extensivo, dinheiro e armas, bem como participação na Assembleia Nacional, como forma de ligá-los ao regime. A antiga estrutura do Partido Baath foi afastada até certo ponto em favor de uma estrutura de poder tribal explicitamente centrada na Al-Bu Nasir. No entanto, a invasão do Iraque em 2003 e a derrubada de Saddam Hussein reduziu bastante a influência dessa tribo no novo domínio xiita no Iraque.

## Membros notáveis
- Ahmed Hassan al-Bakr, presidente do Iraque de 1968 a 1979
- Saddam Hussein, presidente do Iraque de 1979 a 2003
- Uday Hussein e Qusay Hussein, filhos de Saddam Hussein
- Ali Hassan al-Majid, ex-ministro da Defesa iraquiano e primo de Saddam Hussein